# Fools Garden
Fools Garden (МФА: [fuːlz ˈɡɑːd(ə)n], в переводе с англ. Сад дураков; до 2003 года назывались Fool’s Garden) — немецкая поп-рок-группа, образовавшаяся в 1991 году в городе Пфорцхайм. Основателями группы и бессменными её участниками являются вокалист Петер Фройденталер и гитарист Фолькер Хинкель. В 1993 году для записи первого студийного альбома Once in a Blue Moon в Fool’s Garden были приглашены басист Томас Мангольд, клавишник Роланд Рёль и ударник Ральф Вохеле.
Коллектив обрёл мировую известность благодаря выпуску в 1995 году альбома Dish of the Day и, в частности, сингла с песней «Lemon Tree», который долгое время занимал высшие строчки в музыкальных хит-парадах по всему миру. Несмотря на это, Fool’s Garden так и не смогли повторить успех своего единственного хита. Неудачные попытки повторить коммерческий успех альбома Dish of the Day в 1997-м, 2000-м и 2003-м годах привели к разногласиям внутри коллектива, а также резко снизили репутацию группы в глазах руководителей звукозаписывающих лейблов. Как следствие, в 2003 году из Fool’s Garden ушли Мангольд, Рёль и Вохеле, но через год на их место пришли новые музыканты, а из названия было решено убрать апостроф. Из-за проблем, связанных с отсутствием лейбла, готового сотрудничать с коллективом, Fools Garden в 2004 году открыли свою собственную компанию Lemonade Music.
Критики относят музыку Fools Garden к поп-року, софт-року, брит-попу и некоторым другим жанрам. Критики отмечали влияние на группу таких исполнителей, как The Beatles, Sting и так далее. Несмотря на то, что коллектив часто относят к разряду однохитовых, различные источники, помимо «Lemon Tree», выделяют другие песни группы, известные слушателям.
За всю музыкальную карьеру коллектив выпустил 9 студийных альбомов, получил 12 музыкальных премий, отыграл более тысячи концертных выступлений, а суммарные продажи группы превысили 6 миллионов экземпляров. По сей день коллектив продолжает активную концертную деятельность и даёт выступления по всему миру.  Группа выступает как в полном составе, так и в качестве дуэта (Хинкель/Фройденталер) и трио (Хинкель/Фройденталер/Хольц).

## Формирование группы
В 1987 году Фолькер Хинкель совместно с Клаусом Уисслером основал музыкальный проект Magazine. Вместе они записали две песни: «W. A. R.», посвящённую Войне в Персидском заливе, и «A Time of Life». Позже в 1991 году Хинкель поступил в Штутгартский университет, где он познакомился с Петером Фройденталером, который обучался по направлению мультимедийных технологий. До начала обучения в университете Петер Фройденталер уже участвовал в нескольких музыкальных коллективах и работал настройщиком фортепиано. Узнав, что Фройденталер тоже сочинял музыку, Хинкель попросил у него его записи песен («Sandy» и «Tell Me Who I Am»), а позже пригласил его в Magazine. Хинкель переписал аранжировку песни «Lena», сочинённой Фройденталером, что стало первой работой дуэта Хинкель/Фройденталер.
Будучи немцами, музыканты приняли решение сочинять песни на английском языке, так как, по их мнению, английский язык больше подходил к их музыке, и вдохновлявшие их исполнители пели на английском.

«Мы выяснили, что у нас обоих была большая слабость к музыке и что мы жили всего лишь в трёх километрах друг от друга в детские годы. Мы начали писать песни вместе и вскоре обнаружили, что у нас это хорошо получается. Так что это было что-то вроде судьбоносной встречи». Оригинальный текст (нем.)Wir stellten fest, dass wir beide einen großen Faible für Musik haben und dass wir seit Kindheitstagen geographisch gesehen nur 3 Kilometer voneinander entfernt leben. Wir fingen an gemeinsam Songs zu schreiben und haben auch hier relativ schnell festgestellt, dass dies hervorragend funktioniert.
— из интервью Петера Фройденталера.
Вдвоем они подкорректировали свои композиции и записали их на компакт-кассету. Благодаря Стеффену Коху (который на несколько следующих лет стал продюсером группы), эта кассета попала к Гюнтеру Коху. Он послушал песни Magazine, высоко оценил их и согласился сотрудничать с группой в последующих записях. Вдохновлённые творчеством таких групп, как Oasis, Blur и The Beatles, музыканты выбрали для себя музыкальное направление брит-поп, несмотря на то что добиться коммерческого успеха, исполняя музыку в этом жанре, было крайне сложно, так как в те годы в Германии особенной популярностью пользовались танцевальная музыка и техно.
«Оно появилось под пивное настроение. Мы сидели вечером в местном ресторане, ужинали, пили пиво и думали о том, как назвать наш новый альбом. В голову пришло «Garden», а потом в какой-то момент «Fool's Garden». Тогда появилось название альбома. Когда дело дошло до создания группы, нам так понравилось название, что мы назвали всю группу «Fool's Garden».
Через некоторое время Хинкель с Фройденталером натолкнулись на объявление в газете, в котором предлагалось записать альбом за 130 немецких марок. Так появился альбом Magazine. Помимо песен, записанных на промо-кассете, альбом включал в себя две песни, написанных Хинкелем совместно с Клаусом Уисслером, а также кавер-версию песни «I Am the Walrus» от The Beatles. Этот альбом, изданный ограниченным тиражом, стал предпосылкой к выпуску в 1991 году промо-диска Fool’s Garden — Man In a Cage (сокращённо просто Fool’s Garden). В альбом также решили включить кавер-версию песни «Cry Baby Cry», вокальные партии для которой записывал Фолькер Хинкель, а также песни «Scared» и «No Flowers By Request», записанные Хинкелем совместно с Клаусом Уисслером. Для того чтобы исполнять записанный материал вживую, в группу было решено взять басиста Томаса Мангольда, клавишника Роланда Рёля и ударника Ральфа Вохеле, а коллектив переименовать в Fool’s Garden. По словам Петера Фройденталера, название «Fool’s Garden» наиболее соответствовало философии группы и подходило под описание участников коллектива.
В 1991 году новообразовавшаяся группа отыграла свой первый концерт — в Бёблингене Fool’s Garden выступили на разогреве у Сидни Янгблада.

## История группы

### Ранние годы и первые успехи (1991—1994)
Промо-альбом Fool’s Garden, который музыканты посвятили Джону Уинстону Леннону, остался незамеченным. Он был выпущен тиражом всего в 5 экземпляров. В 1992 году были выпущены первые синглы группы: «Careless Games / Tell Me Who I Am» и «Once In A Blue Moon / Spirit '91». Ввиду отсутствия возможности репетировать и записывать песни в профессиональной студии участники молодой группы были вынуждены несколько раз в неделю собираться в гостиной родительского дома Фолькера Хинкеля. В том же году Fool’s Garden впервые появились на радио, телевидении (телеканалы SWR 3 в Штутгарте и Tele 5 в Мюнхене) и начали исполнять первые концерты в Пфорцхайме, что сделало их известными в своём регионе.
В 1993 году коллективом было принято решение перезаписать песни из промо-диска и выпустить первый полноценный студийный альбом. Так появился лонгплей Once in a Blue Moon, который первоначально выпускался группой самостоятельно на лейбле Town Music тиражом в тысячу экземпляров. Диски продавались в основном на концертах, отправлялись на местные радиостанции и телестанции, а также раздавались бесплатно. В поддержку нового материала Fool’s Garden сразу же отправились в продолжительный концертный тур по всему Баден-Вюртембергу и соседней Баварии. Как вспоминал Петер Фройденталер, в то время коллектив в основном выступал в небольших муниципальных залах перед малочисленной аудиторией. По его словам, на первый концерт Fool’s Garden в Мюнхене пришли всего 20 человек. В альбомах Fool’s Garden и Once in a Blue Moon основной вокал был в равной степени поделён между Петером Фройденталером и Фолькером Хинкелем.
Альбом Once in a Blue Moon оказался крайне неудачным в коммерческом плане, из-за чего лейбл Town Music терпел большие убытки и даже оказался на грани банкротства. Руководство компании собиралось аннулировать контракт с группой, но после ряда переговоров Стеффену Коху удалось убедить главу Town Music не расторгать сотрудничество с Fool’s Garden до выхода следующего студийного альбома. Также несмотря на все усилия коллектива и его продюсера в продвижении творчества группы, крупные компании не решались работать с Fool’s Garden.
В 1994 году Fool’s Garden добились первого крупного успеха. Сингл с песней «Wild Days», выпущенный для продвижения нового, ещё не изданного на тот момент альбома, стал коммерчески успешным и был выбран для озвучивания рекламного ролика сети универмагов C&A, выиграв конкурс у более 700 претендентов. Также сингл «Wild Days» стал первым релизом группы, попавшим в музыкальные чарты: песня заняла 59 место в немецком чарте (там она продержалась 13 недель) и 37 в австрийском. В том же самом году Fool’s Garden впервые появились в качестве приглашённых гостей в немецкой межрегиональной газете Sonntag aktuell. Автор статьи Волле Криванек после прослушивания композиций группы с первого визита коллектива предсказал ему крупный успех, который как раз и случился спустя год.

### Мировой коммерческий успех: «Lemon Tree» иDish of the Day(1995—1996)
В промежутке между мартом и маем 1995 года Fool’s Garden отыграли около 50 концертов с примерной аудиторией в 700 человек на каждом концерте. Летом того же года квинтет принял участие в 14 концертах под открытым небом, выступая на разогреве у немецкой поп-рок-группы Pur, однако уже осенью Fool’s Garden начали гастролировать в качестве хедлайнеров.
В апреле 1995 года вышел сингл с песней «Lemon Tree», ставшей настоящим хитом и занявшей высокие позиции во множестве европейских чартов. Атмосфера, характерная для песен The Beatles, ретро-звучание в стиле 60-х годов, идеальное английское произношение и меланхоличная лирика позволили песне снискать признание у миллионов слушателей по всему миру. Фройденталер сочинил её, когда ожидал дома свою девушку. На песню было записано 45 кавер-версий, а также она была переведена на 40 языков. Из-за отсутствия поддержки со стороны крупного звукозаписывающего лейбла Fool’s Garden были вынуждены записывать, выпускать и продвигать новые релизы на небольшом лейбле Town Records практически самостоятельно.

«Мы делали всю основную работу самостоятельно, представляя „Lemon Tree“ различным радиостанциям и местным дистрибьюторам. Региональные частные радиостанции начали проигрывать её, и мы имели до 53 прослушиваний за неделю и около 400 запросов на информацию о группе. Когда SWF3 [поп-канал общественной телерадиокомпании Südwestrundfunk] подхватил её, дела действительно пошли в гору».Оригинальный текст (англ.)We did all the groundwork ourselves, by presenting "Lemon Tree" to radio stations and local retailers. Regional private stations started playing it, and we had up to 53 plays per week and about 400 inquiries about the group. When SWF3 [the pop channel of state broadcaster Südwestrundfunk] picked it up, things really got going.— интервью Стеффена Коха, продюсера группы, для журнала Billboard.
Заметив успехи Fool’s Garden, коллективом заинтересовалась компания Intercord, которая ранее отказалась сотрудничать с группой, но после прорыва «Lemon Tree» подписала с ней контракт в ноябре 1995 года. Генеральный директор лейбла Intercord Роберт Коллиш считал, что самым большим преимуществом для Fool’s Garden было то, что они настоящая группа, а не просто проект. В декабре 1995 года вышел альбом Dish of the Day, содержащий песни «Lemon Tree» и «Wild Days». Согласно Intercord, Dish of the Day стал бестселлером в Германии и Европе, разошедшись тиражом в более 600 000 экземпляров, а во всём мире было продано свыше 1 100 000 копий альбома. Сам же диск попал во множество чартов по всей Европе. Как «Lemon Tree», так и Dish of the Day, лучше всего продавались в Австрии и Швейцарии. Песни Fools Garden крутили на радиостанциях по всему миру, от Сан-Диего до Джакарты. Композиция добилась успеха и в Великобритании, где она заняла 61-е место в UK Singles Chart, ремикс-версия также вошла в чарт, заняв более высокую 26-ю позицию. По мнению Intercord, группа обладала крупным потенциалом, чтобы играть на международном уровне. Благодаря Intercord особого успеха «Lemon Tree» и Dish of the Day добились в Юго-Восточной Азии: композиция получила награду «Песня года» от Metro Broadcast Corporation Ltd. в Гонконге, а Тайваньская певица Тарси Су записала кавер-версии на мандаринском и кантонском диалектах китайского языка. Сам же альбом получил золотой статус в Таиланде, платиновый статус в Сингапуре, Тайване и дважды платиновый в Малайзии.
С 14 по 16 июня 1996 года Fool’s Garden выступили в качестве хедлайнеров на музыкальном фестивале Open Flair с такими известными немецкими исполнителями, как Marla Glen, Selig и Jazzkantine, а 5 июля коллектив выступил на Midtfyns Festival в городе Ринге в Дании с Джоан Осборн, Suede, Blur и Игги Попом. В том же году Intercord переиздал альбом Once in a Blue Moon, однако, несмотря на ажиотаж вокруг группы после успеха «Lemon Tree», альбом не попал в чарты и не получил ни одной сертификации. Также в 1996 году музыка Fool’s Garden впервые зазвучала в немецком кинематографе: песня «Wild Days» была включена в саундтреки к фильму «Настоящие мужики» (нем. Echte Kerle) и телесериалу «Друзья на всю жизнь» (нем. Freunde Fürs Leben).

### Мировой тур и выпускGo and Ask Peggy for the Principal Thing(1997—1999)
«Никто не был бы против нового большого хита, но, мне кажется, даже если бы у нас было что-то вроде «Lemon Tree», оно не дало бы такого же эффекта. Потому что она открыла столько новых дверей для нас впервые в наших жизнях: мы впервые оказались на борту самолёта, впервые оказались за пределами Европы, за пределами Германии ради концерта, радио-шоу или ТВ-шоу, - всё было для нас в первый раз с этой песней. Ещё один крупный хит не принесёт такое же ощущение снова».
Успехи 1995—1996 годов принесли группе множество наград, среди которых можно назвать ECHO, Goldene Stimmgabel, Goldene Europa, Bambi и R.SH Gold.
После коммерческого успеха «Lemon Tree» и Dish of the Day коллектив отправился в мировой концертный тур, отыграв более 100 выступлений по всему миру. Количество слушателей, посещавших концерты группы, доходило до 80 тысяч. Коллектив посетил Европу за пределами Германии, Северную Америку, Южную Африку, а также Азию, где добился наибольшего успеха. Также успешными были выступления в Италии и Испании. По словам Томаса Мангольда и Роланда Рёля, в то время доход участников группы составлял примерно полторы тысячи немецких марок в месяц. Это позволило им уволиться с работы и профессионально заняться музыкой.
После возвращения из мирового тура музыканты начали работать над новым альбомом. Благодаря тому, что участники Fool’s Garden стали профессиональными музыкантами и перестали тратить время на обычную работу, новый материал был подготовлен очень быстро: песни были сочинены за два месяца, а запись заняла всего полгода — она началась в январе 1997 года и продлилась до июля. Запись и микширование проводились на студиях Maryland и Hinkelstone Studio. Третий альбом под названием Go and Ask Peggy for the Principal Thing был выпущен 8 сентября 1997 года. За три месяца до официального релиза в целях продвижения диска был выпущен сингл с песней «Why Did She Go?», который смог продержаться 9 недель в немецком чарте синглов, поднявшись на 76 позицию. Песню также было предложено использовать для автомобильной рекламы. Другой примечательной песней является «Probably», которая была признана вторым крупным успехом группы после «Lemon Tree», а сингл с песней занял в немецком чарте 86 строчку, продержавшись там 8 недель. Также «Probably» получила серьёзную поддержку со стороны радиостанций и в 1997 году едва не вошла в топ-50 самых проигрываемых песен в Европе. В том же году «Probably» была использована в саундтреке к сериалу Комиссар Рекс.
Несмотря на надежды Intercord на то, что новый альбом будет распродан крупным тиражом на волне популярности предыдущего платинового альбома Dish of the Day, Go and Ask Peggy for the Principal Thing не повторил успеха своего предшественника, в Германии он занял 44 место и 50 место в Швейцарии, в другие чарты он вообще не попал. По мнению портала Звуки.Ру, альбом был раскритикован из-за «отсутствия заглавного хита». В 1998 году Fool’s Garden выступили на фестивале German Cultural Days в Сингапуре.

### Коммерческие неудачи и смена состава (2000—2003)
Спустя три года, 5 июня 2000 года на лейбле Seven Days Music коллектив выпустил очередной студийный альбом For Sale, спродюсированный Джеймсом Хертером. Название For Sale (в переводе с англ. «На продажу») отражало ситуацию, сложившуюся в то время в группе, — после распада лейбла Intercord/EMI группа была в прямом смысле выставлена «на продажу». Первый сингл «Suzy» продержался в немецком чарте 8 недель, заняв 75 строчку. После выпуска альбома группа устроила промо-тур по Германии, а также организовала автограф-сессию в Мюнхене. 18 июня 2000 года Fool’s Garden выступили в Сингапуре на церемонии Radio Music Awards. Также 24 июля коллектив выступил в Ульме на концерте, организуемым ежегодно местной радиостанцией Radio 7. For Sale был выпущен во всём мире: в Европе, Южной Африке, Мексике, Южной Корее, Тайване, Сингапуре, Таиланде, Индонезии, Японии и на Филиппинах. Несмотря на обширную географию выпуска и действия группы для продвижения нового материала, альбом оказался провальным в коммерческом плане, также чартового успеха он не добился: в Германии диск занял 84 место в хит-параде альбомов, продержавшись с таким результатом всего 1 неделю. Попытка выпустить что-то похожее на крупнейший хит группы «Lemon Tree» также потерпела неудачу, за 3 недели пребывания в немецком чарте синглов песня «It Can Happen» не смогла подняться выше 86 строчки.

Одна из версий обложки альбома 25 Miles to Kissimmee. Участники группы незадолго до распада, слева направо: Роланд Рёль, Томас Мангольд, Петер Фройденталер, Фолькер Хинкель, Ральф Вохеле

В 2001 году Fool’s Garden подписали контракт с очередным лейблом звукозаписи Polydor. В сентябре того же самого года группа отметила свой 10-летний юбилей, устроив двухдневный праздник в Пфорцхайме, на котором выступили многие известные немецкие группы. Сборы от этого мероприятия были отправлены на благотворительность с помощью фонда Nordoff Robbins Music Therapy Foundation. Также в 2001 году коллектив начал работу над следующим студийным альбомом. Новый лонгплей 25 Miles to Kissimmee был готов к выпуску уже на начало 2002 года, однако из-за задержек со стороны Polydor Records диск вышел в свет только 17 января 2003 года. Из-за очередного неудачного альбома в коллективе начались разногласия между участниками. В итоге 19 апреля того же года в прессе появились слухи о том, что Fool’s Garden распались. Группу покинули басист Томас Мангольд, клавишник Роланд Рёль и барабанщик Ральф Вохеле. После ухода из Fool’s Garden Томас Мангольд и Роланд Рёль организовали в Мерклингене своё рекламное агентство и типографию, занимающуюся печатью обложек для CD- и DVD-дисков. Мангольд продолжил музыкальную карьеру, играя на бас-гитаре во множестве различных групп. Ральф Вохеле устроился на работу музыкальным учителем в школе, а также был принят в кавер-группу CoverUp, в которой он участвует до сих пор.

«Фактически, группа не распадалась, мы всего лишь разошлись с нашими бывшими музыкантами. Мы дошли до момента, когда это перестало приносить удовольствие. Главная цель была заниматься тем, что нам очень нравится. Когда это удовольствие пропало, мы решили, что должны действовать быстро, чтобы не позволить потонуть нашей лодке и вернуться к работе с новой командой». Оригинальный текст (нем.)Eigentlich hatte sich die Band nicht aufgelöst, wir trennten uns lediglich von unseren ehemaligen Mitmusikern. Wir waren an einem Punkt, an dem es nicht mehr so richtig Spaß machte. Das grundlegende Ziel bestand darin, das tun zu dürfen, was uns viel Spaß machte. Als dieser Spaß verloren war sagten wir uns, ganz schnell handeln zu müssen und aufzupassen, dieses Boot nicht untergehen zu lassen, sondern mit einer neuen Besatzung wieder an den Start zu kriegen.
— из интервью Петера Фройденталера.
Оставшись вдвоём, Хинкель и Фройденталер решили продолжить свою музыкальную карьеру как дуэт. Однако они столкнулись с рядом проблем в дальнейшем продвижении альбома 25 Miles to Kissimmee, так как из-за распада группы Polydor отказались сотрудничать дальше с коллективом. Поэтому оставшиеся члены группы организовали свой собственный лейбл Lemonade Music, на котором будут выпущены последующие релизы. В скором времени в группу для концертных выступлений были приглашены гитарист Габриэль Хольц, басист Дирк Блюмлейн и ударник Клаус Мюллер. Последние два музыканта с 2002 года сотрудничали с Фолькером Хинкелем в рамках его сольного проекта Hinkel, в частности, в записи альбома Not A Life-Saving Device. Изменения в составе коллектива также зафиксировались и в названии группы: с того времени группа стала называться Fools Garden (без апострофа).

### Новый состав и музыкальный стиль (2004—2013)
С новыми музыкантами Хинкель и Фройденталер записали альбом Ready for the Real Life, который был выпущен осенью 2005 года. Как только работы над альбомом были завершены, Блюмлейн, Хольц и Мюллер были приглашены в группу в качестве постоянных участников. Для продвижения альбома летом 2005 года был выпущен сингл «Does Anybody Know? / Welcome Sun». Критиками была отмечена смена музыкального стиля: на этом релизе Fools Garden отошли от брит-попа и отдали предпочтение «усреднённо-форматному гитарному року». Новый музыкальный стиль позволил группе снова пробиться в эфир радиостанций, а синглам из Ready for the Real Life стать саундтреками к различным фильмам, сериалам и рекламам. 3 июля 2005 года коллектив отыграл свой крупнейший концерт, выступая на празднике, посвящённому 750-летию Калининграда. Всего на концерте собралось свыше 100 000 слушателей. Также в 2005 году Fools Garden были удостоены награды Ravensburger Kupferle. В 2007 году Габриэль Хольц покинул группу и вернулся в родной Нойкёльн.
В 2008—2009 годах Fools Garden выпустили два новых мини-альбома Napster Session 2008 и Home, а также сборник хитов High Times — The Best of Fools Garden и концертный альбом Best Of Unplugged — Live. Сборник также содержал новую песню «High Time», которая была выпущена на сингле. Песня заняла высокие позиции в чартах слушателей различных радиостанций, например, Hessischer Rundfunk.

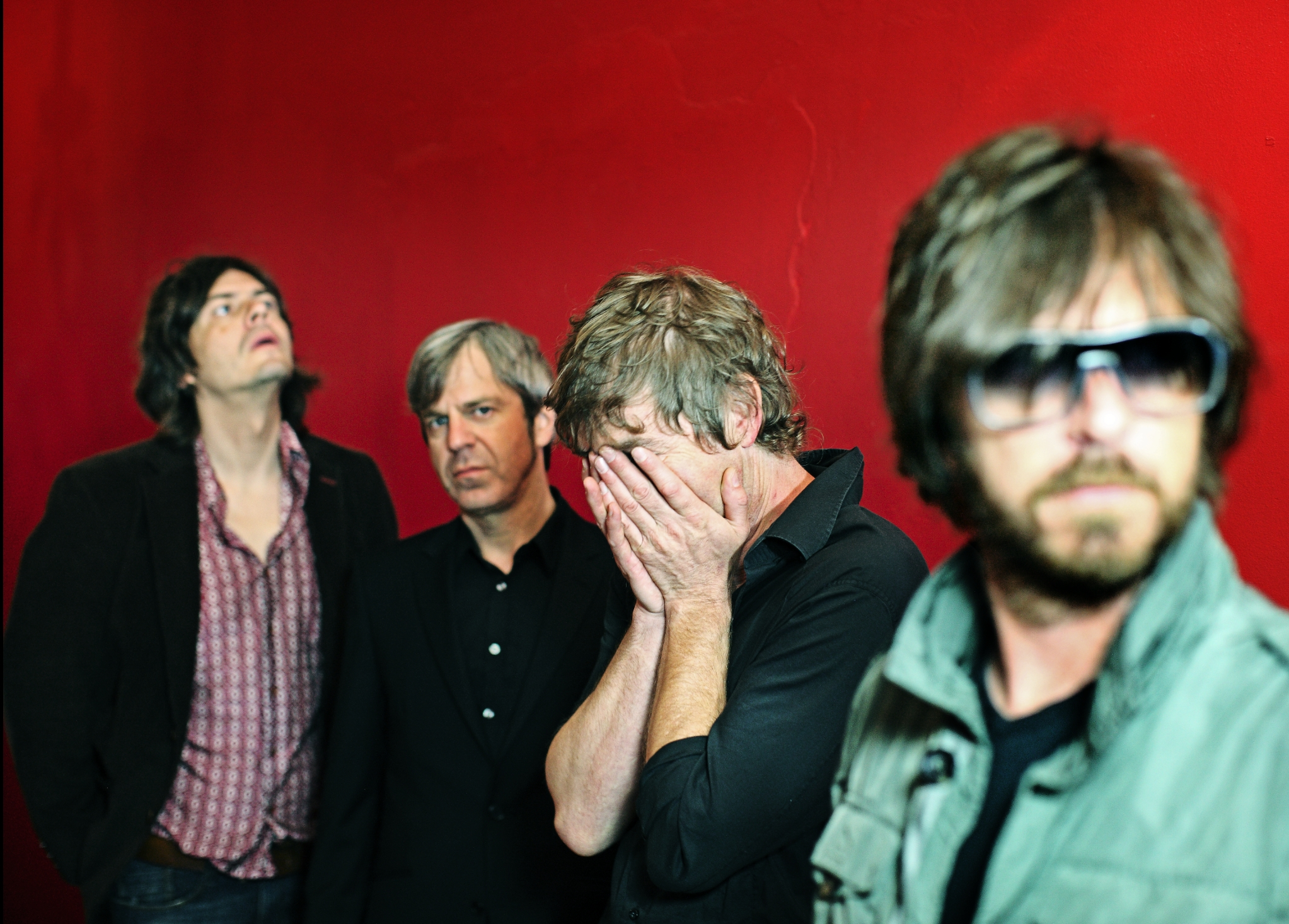
Fools Garden в 2012 году

В 2011 году группа отпраздновала своё двадцатилетие, выступив на благотворительном концерте совместно с Пфорцхаймским камерным оркестром. В том же году Fools Garden начали придумывать материал для нового релиза, запись которого проводилась в первой половине 2012 года в Англии. В июле того же года новый сингл «Innocence» был представлен целому ряду радиостанций, и уже в августе он достиг первой строчки в чарте слушателей SW3. К песне также был снят видеоклип, который участники группы создали самостоятельно. Седьмой альбом Who Is Jo King? вышел 14 сентября. Над обложкой работал Клаус Форман, известный тем, что он создал обложку для альбома Revolver от The Beatles в 1966 году. Это объясняет заметное сходство данных двух обложек.
В начале 2013 года вышел второй сингл из альбома Who Is Jo King? «Maybe». В том же году Fools Garden выступили на фестивале Германии у Бранденбургских ворот.

### Вторая смена состава (2014 — настоящее время)

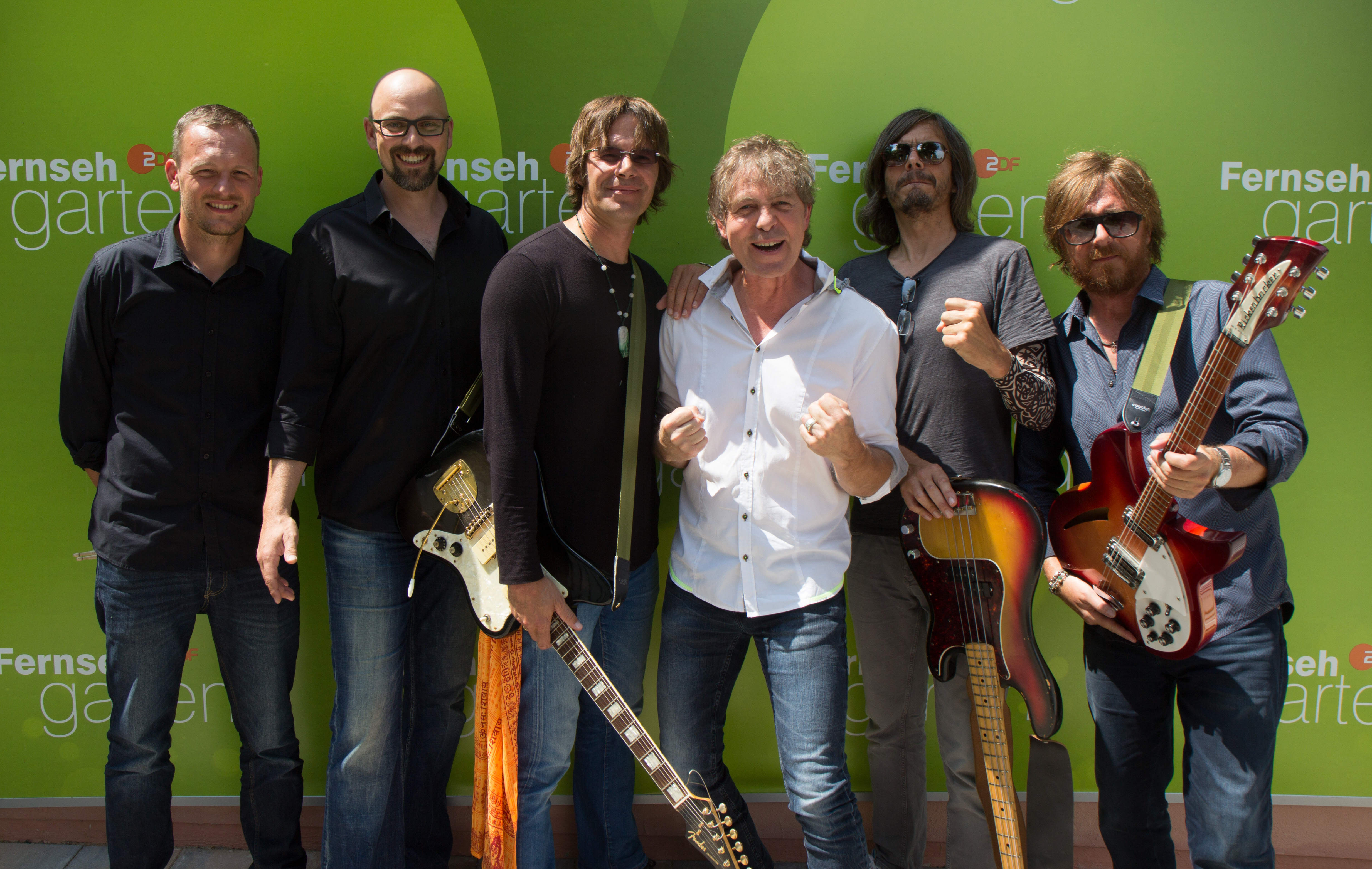
Новый состав Fools Garden слева направо: Ян Хис, Торстен Кифер, Габриэль Хольц, Петер Фройденталер, Дирк Блюмлейн и Фолькер Хинкель

В 2014—2015 годах произошла вторая смена состава группы: осенью 2014 года Габриэль Хольц вернулся в состав Fools Garden. В начале 2015 года в коллектив вступил клавишник Торстен Кифер, однако ранним летом того же года группу покинул Клаус Мюллер, игравший на ударных. На замену ему был приглашён Ян Хис. В 2015 году Fools Garden не только впервые с образования представили себя как коллектив, состоящий из шести участников, но также открыли для себя новые горизонты. Для третьего сезона музыкального шоу «Формула-1», транслируемого телеканалом RTL, который выпускался под девизом «90-е», группа исполнила десять кавер-версий песен, добившихся успехов в чартах, в привычном для себя уникальном стиле. За десять следующих друг за другом недель Fool’s Garden исполнили каждую песню под руководством ведущего Петера Илльмана. Эти кавер-версии было решено выпустить в альбоме, получившем название Flashback. Среди музыкантов, на песни которых Fools Garden записали каверы — Depeche Mode, Backstreet Boys, Брюс Спрингстин, Мадонна, Orchestral Manoeuvres in the Dark, Duran Duran, Джоан Осборн, No Doubt и Энни Леннокс.
В конце 2016 года коллектив совместно с немецким джазовым певцом Карлом Фриерсоном записал песню «New World», которая была выпущена на сингле в начале 2017 года. В том же самом году на официальном канале группы в YouTube был выпущен документальный фильм «25 Years To New World», состоящий из 10 эпизодов.
В апреле 2018 года Fools Garden выпустили очередной альбом Rise and Fall, который был записан в собственной студии группы в Нойхаузене. В этом альбоме наравне с Петером Фройденталером и Фолькером Хинкелем в создании песен принимал Габриэль Хольц. Также это первый за очень долгое время альбом группы, попавший в музыкальный чарт Германии (последний раз туда попал альбом For Sale в 2000 году). Альбом продержался в нём одну неделю, заняв 97 строчку. В издании Maxazine данный альбом был назван «лучшим альбомом группы после Dish of the Day и Go and Ask Peggy for the Principal Thing», а портал Musikreviews.de посчитал Rise and Fall «лучшим альбомом коллектива с 1995 года». В поддержку нового материала Fools Garden отправились в обширный концертный тур по всей Германии. Петер Фройденталер и Фолькер Хинкель заявили о желании когда-нибудь устроить концертный тур по Великобритании.
1 мая 2020 года Fools Garden организовали концертный фестиваль Garden Festival, проводившийся в онлайн-режиме в Instagram в связи с пандемией COVID-19. Фестиваль был также сопряжён со сбором средств в целях благотворительности, организованным компанией Rotary Club Pforzheim. Летом того же года Петер Фройденталер, Фолькер Хинкель и Ян Хис приняли участие в записи песен «ABCD» и «La-rissa» итальянского музыкального проекта La Crisi Di Luglio. В настоящий момент коллектив работает над созданием нового альбома, 25 сентября был выпущен первый сингл «Outta Love», записанный в стиле электро-поп.

## Стиль, влияние и оценка

### Общая характеристика и динамика
«Сравнение с The Beatles — это большой и не совсем заслуженный комплимент. Конечно, в сегодняшней гитарной поп-музыке обойтись без чьих-либо влияний невозможно. С другой стороны, чтобы достигнуть успеха, группа все же должна обладать индивидуальностью. Что бы там ни говорили, у Fool's Garden есть свой стиль. Мы сами слышали, как о некоторых молодых германских группах уже говорят: «О! Похоже на Fool's Garden!».
Критики относят Fools Garden к исполнителям поп-рока, софт-рока, альтернативного рока, рок-н-ролла, бабблгам-попа, инди-попа, брит-попа и пост-рока. Также различные издания выделяли в звучании группы элементы таких направлений, как психоделический рок, мюзик-холл, барокко-поп, панк-рок, пауэр-поп, инди-рок, электроник-рок, дрим-поп, танцевальная музыка, синти-поп и новая волна.
«Коммерсантъ» писал, что в России и во всём мире слушатели обычно узнают о группе благодаря хит-парадам ретро-ориентированных радиостанций (в подавляющем большинстве это связано с композицией «Lemon Tree»), однако за время своего творчества коллектив выпустил немало хороших альбомов. Также было упомянуто, что стиль группы имеет общие черты и с танцевальной музыкой, и с роком. В другой статье от этого же издания отметили, что группа имеет установку на «несколько старомодный поп-рок», однако материал коллектива довольно разнообразен: «есть вещи потяжелее и помягче, есть баллады и боевики, кое-где Фройденталер даже балуется автотьюном». Дмитрий Бебенин из Звуки.Ру отметил явное влияние психоделики и мюзик-холла в песнях «And You Say», «Suzy», «Rainy Day», «Noone’s Song» и «Northern Town», а также критик упомянул, что в репертуаре Fool’s Garden имеются композиции, которые могут понравиться поклонникам мелодик-рока.
Йорг Хеллвиг, глава отдела маркетинга Intercord, в интервью для Billboard заявил, что «музыка Fool’s Garden — это красочный гитарный поп с британским оттенком и явными отсылками к великим традициям этого жанра, которые были усовершенствованы The Beatles и никогда не были превзойдены». Участники группы старались избегать использования электро-элементов и прочих эффектов и опирались на акустику, пытаясь добиться естественного звучания музыки. Тем же самым изданием стиль группы был охарактеризован как MOR (Middle of the Road). Критик из журнала Music & Media, описывая музыкальный стиль Dish of the Day, отметил, что звучание Fool’s Garden опирается на стиль The Beatles, но звучание гитар более приближено к року, а песня «Lemon Tree» была охарактеризована как смесь цирковой музыки и бабблгам-попа поздних 60-х с фирменными мелодиями. В рецензии датского журнала Gaffa на следующий альбом Go and Ask Peggy for the Principal Thing Ларс Нильсен написал, что релиз продолжает «лёгкую воздушную мелодичность» своего предшественника. В интервью для новостной статьи в журнале Billboard, посвящённой выпуску альбома For Sale, продюсер коллектива Стеффен Кох отметил, что песни группы стали более зрелыми, с большим уклоном в рок-музыку, при этом сохраняя звучание в стиле The Beatles. Трек-лист альбома 25 Miles to Kissimmee в основном был представлен мелодичными рок-балладами. После смены состава Fools Garden отошли от брит-попа и в процессе записи Ready for the Real Life отдали предпочтение «усредненно-форматному гитарному року». Стиль композиции «Cook It a While» сравнивался с рок-музыкой западного побережья США. Альбом Who Is Jo King? характеризовался большим уклоном в инди-поп, при этом в звучание группы стали привноситься элементы танцевальной и электронной музыки. В последнем на данный момент альбоме Fools Garden вернулись к своему первоначальному стилю, при этом продолжая экспериментировать со звучанием: песня «Still Running» записана в полностью электронном стиле.

### Влияние на стиль группы
The Beatles были отмечены многими критиками как главный музыкальный коллектив, повлиявший на стиль Fool’s Garden. Влияние «Ливерпульской четвёрки» отразилось в звучании песен группы: характерная битловская ретро-атмосфера и меланхоличная лирика. Петер Фройденталер и Фолькер Хинкель сами много раз называли The Beatles в качестве главного источника вдохновения и творческих идей. Про музыкальный стиль Fool’s Garden неоднократно говорили, что он основывается на творчестве The Beatles, но характеризуется более тяжёлым звучанием гитар. В 2012 году в ток-шоу «Профилактика» на ГлавРадиоОнлайн, отвечая на вопрос: «Кто главный в Fools Garden?», заданный Фройденталеру и Хинкелю, оба музыканта, не задумываясь, хором ответили: «Beatles». Сходство в звучании с британскими вдохновителями оказалось настолько сильным, что именно им многие слушатели ошибочно присуждают авторство песни «Lemon Tree». Помимо ливерпульского квартета, стиль Fool’s Garden ещё отождествляли с звучанием Blur и Simple Minds. Участники также причисляли Oasis, The Who и Coldplay к повлиявшим на них исполнителям.
Лев Ганкин из издания «Коммерсантъ» нашёл в композиции «Lemon Tree» сходство с песнями Пола Маккартни: "Романтичный минор куплетов, сменяющийся в припевах оживленным мажором,— нечто подобное можно слышать в бесчисленном множестве маккартниевских хитов, начиная со старинной «All My Loving». Также, по мнению различных других рецензентов, в «Lemon Tree» прослеживается влияние со стороны Sting и Jellyfish в плане гармонии и инструментальных партий. Ещё одним примером влияния Пола Маккартни на стиль группы является песня «Probably».
В песне «Suzy» присутствует заимствование из песни «Stairway to Heaven» от Led Zeppelin: вокальный вопль Роберта Планта в конце оригинальной композиции был преобразован в синтезаторный рифф в бридже «Suzy». Источником вдохновения для Фолькера Хинкеля в написании гитарных соло был назван Брайан Мэй из Queen. Распространение элементов электронной музыки в звучании последних альбомов связывают с влиянием на группу Моби и A-ha. В отдельных песнях различные источники отмечают влияние The Kinks, Pink Floyd, Fury in the Slaughterhouse, U2 и Eagle-Eye Cherry.
Сами участники также любят творчество Пэта Метени, Пита Таунсенда, Хайнтье, Status Quo, Ноэла Галлахера, Half Moon Run, AC/DC, The Rolling Stones, Scorpions и Удо Линденберга.

### Оценка деятельности и прочее
Fool’s Garden считаются последователями волны брит-попа, охватившего весь мир в 90-х годах, и наиболее выдающимися представителями немецкой брит-поп-сцены. Также коллектив является одним из наиболее знаковых немецких исполнителей на международной музыкальной сцене наряду с Scorpions, E-rotic, Fun Factory и Mr. President. Вольфганг Спар, глава немецкого бюро Billboard, в заключительном выпуске журнала за 1996 год присудил коллективу «Ambassador Award» за колоссальный успех в Азии.
Fool’s Garden были признаны как один из наиболее известных и характерных однохитовых исполнителей. Однако несмотря на то, что помимо «Lemon Tree» Fools Garden больше не выпускали коммерчески успешных синглов, различные источники также выделяют в творчестве коллектива ряд других довольно популярных у слушателей песен: «Wild Days», «It Can Happen», «Why Did She Go?», «Innocence», «Probably», «Suzy», «Closer», «Dreaming» и «Does Anybody Know?». В одном из интервью для Frankfurter Allgemeine Петер Фройденталер заявил, что он думал про многие песни, что они станут хитами, но этого никогда не происходило.

«Мы все понимали, что невозможно было создать продолжение песни [Lemon Tree] — если бы мы целенаправленно написали похожую песню, то каждый бы сказал, что мы копируем самих себя, поэтому мы просто пишем всё, что мы хотим, а не то, чего от нас хотят люди, я думаю, это лучший выход для нас». Оригинальный текст (англ.)We all realised that it was impossible to make a follow-up of the song - if we deliberately wrote a similar song, then everybody would say that we were copying ourselves, so we just write whatever we want to but not what people want us to do, I think that's the best way for us to go on.
— из интервью Фолькера Хинкеля для South China Morning Post.
В 2012 году Александр Русаков в своей книге «Кто есть кто, или МУЗПРОСВЕТ в глобальной современной популярной музыке» поставил Петера Фройденталера за участие в Fool’s Garden на 792 место в списке 1000 лучших музыкантов глобальной современной популярной музыки. Редакторы музыкального портала Звуки. Ру упомянули основополагающую роль коллектива в становлении и распространении современных ретро-рокерских тенденций. В журнале Новый очевидец песню «Lemon Tree» назвали главным немецким хитом 90-х годов. Фронтмен Петер Фройденталер сказал в интервью для газеты «Час», что Fool’s Garden — «третья германская группа после Scorpions и Modern Talking, завоевавшая мировую популярность».
Песни Fool’s Garden можно неоднократно встретить в популярной культуре. В середине 1990-х годов компания Applause Inc., владеющая правами на франшизу «Смурфы», выпустила сборник Smurfenhits!, содержащий песню «Lemon Tree», записанную с голосом смурфов, что поспособствовало увеличению продаж корпорации. Также упоминания группы и песен «Lemon Tree» и «Rolling Home» можно встретить в современной художественной литературе. Во время Чемпионата мира по хоккею с шайбой 1996 года песня «Lemon Tree», будучи на пике популярности, звучала на каждом матче сборной Чехии, тем самым став своего рода символом чешской сборной. Примечательно, что в данном чемпионате сборная Чехии по хоккею впервые в истории выиграла золотую медаль.

## Состав
|                    |               |                |
| Петер Фройденталер | Торстен Кифер | Ян Хис         |
|                    |               |                |
| Фолькер Хинкель    | Дирк Блюмлейн | Габриэль Хольц |

### Текущий состав
- Петер Фройденталер (нем. Peter Freudenthaler) — вокал, бэк-вокал[комм. 5], клавишные[комм. 6], композитор (1991 — н. в.)
- Фолькер Хинкель (нем. Volker Hinkel) — гитара, вокал[комм. 7], бэк-вокал, композитор (1991 — н. в.)
- Дирк Блюмлейн (нем. Dirk Blümlein) — бас-гитара, бэк-вокал, композитор[комм. 8] (2003 — н. в.)
- Габриэль Хольц (нем. Gabriel Holz) — гитара, бэк-вокал, композитор[комм. 9] (2003—2007; 2014 — н. в.)
- Торстен Кифер (нем. Thorsten Kiefer) — клавишные, композитор[комм. 10] (2015 — н. в.)
- Ян Хис (нем. Jan Hees) — ударные, перкуссия (2015 — н. в.)

### Бывшие участники
- Клаус-Дитер Уисслер (нем. Claus-Dieter Wissler) — автор песен[комм. 11], композитор, участие в записи и микшировании[138][139] (1991—1995)
- Томас Мангольд (нем. Thomas Mangold) — бас-гитара, бэк-вокал (1991—2003)
- Ральф Вохеле (нем. Ralf Wochele) — ударные, перкуссия, бэк-вокал (1991—2003)
- Роланд Рёль (нем. Roland Röhl) — клавишные, бэк-вокал, композитор[комм. 12] (1991—2003)
- Клаус Мюллер (нем. Claus Müller) — ударные, перкуссия, бэк-вокал (2003—2015)

## Дискография
- Once in a Blue Moon (1993)
- Dish of the Day (1995)
- Go and Ask Peggy for the Principal Thing (1997)
- For Sale (2000)
- 25 Miles to Kissimmee (2003)
- Ready for the Real Life (2005)
- Who Is Jo King? (2012)
- Flashback (2015)
- Rise and Fall (2018)
- Captain ... Coast is Clear (2021)

## Список наград и номинаций
| Год  | Номинируемая работа | Премия                    | Номинация                                  | Результат |
| ---- | ------------------- | ------------------------- | ------------------------------------------ | --------- |
| 1995 | Fool’s Garden       | RSH Gold                  | RSH Gold                                   | RSH Gold  |
| 1996 | Fool’s Garden       | Bambi                     | «Самая успешная начинающая группа»         | Победа    |
| 1996 | Fool’s Garden       | Goldene Stimmgabel        |                                            |           |
| 1996 | Fool’s Garden       | Goldene Europa            | «Начинающий национальный исполнитель года» | Победа    |
| 1996 | Fool’s Garden       | COMET                     |                                            |           |
| 1996 | «Lemon Tree»        | Hit Radio Award Hong Kong | «Песня года»                               | Победа    |
| 1996 | «Lemon Tree»        | YMC- TV Channel Hong Kong | «Главная золотая песня года»               | Победа    |
| 1996 | Fool’s Garden       | YMC- TV Channel Hong Kong | «Международный начинающий исполнитель»     | Победа    |
| 1996 | Fool’s Garden       | Radio Regenbogen Award    |                                            |           |
| 1997 | Fool’s Garden       | ECHO Awards               | «Начинающий музыкант»                      | Победа    |
| 1997 | Fool’s Garden       | ECHO Awards               | «Лучшая национальная рок-/поп-группа»      | Номинация |
| 1997 | Fool’s Garden       | ECHO Awards               | «Лучший национальный молодой талант»       | Номинация |
| 1997 | «Lemon Tree»        | ECHO Awards               | «Лучший национальный рок-/поп-сингл года»  | Номинация |
| 1997 | «Lemon Tree»        | ECHO Awards               | «Лучший видеоклип года»                    | Номинация |
| 2005 | Fools Garden        | Ravensburger Kupferle     | «Совместные дуэты»                         | Победа    |

### Комментарии
1. ↑  В шестом эпизоде документального фильма «25 Years To New World» Дирк Блюмлейн, будущий бас-гитарист группы, рассказал о том, что в то время на фестивале Fool's Garden выступали перед его собственным коллективом Mr. B's Time Machine, что означало, что они были менее популярными, чем группа Блюмлейна. Однако спустя всего несколько месяцев Fool's Garden добились солидного успеха, а Mr. B's Time Machine так и осталась непримечательной[17].
2. ↑  Точные данные о продажах Dish of the Day в Юго-Восточной Азии: было продано 25 000 копий в Таиланде, 15 000 в Сингапуре, 50 000 на Тайване и столько же в Малайзии[40].
3. ↑  Hinkelstone Studio — собственная студия звукозаписи Фолькера Хинкеля.
4. ↑  Все фотографии сделаны 2 июня 2016 года во время концерта группы в Бад-Раппенау (Баден-Вюртемберг, Германия).
5. ↑  Петер Фройденталер исполнял партии бэк-вокала в песнях, спетых Фолькером Хинкелем.
6. ↑  Также Фройденталер играл на клавишных инструментах в периоды, когда в группе отсутствовали музыканты-клавишники.
7. ↑  Фолькер Хинкель пел в ранних альбомах группы: Fool's Garden и Once In a Blue Moon, а также вставки с его лид-вокалом можно услышать в композициях «One Fine Day» и «Wild Days» в альбоме Dish of the Day, в «Noone's Song», где он делит основной вокал вместе с Фройденталером, «Monday Morning Girl», «Alright» и «Pure», полностью спетой Хинкелем, в альбоме For Sale и «Man of Devotion» с «Does Anybody Know?» в альбоме Ready for the Real Life. Также в обеих кавер-версиях песен «Cry Baby Cry» и «Martha My Dear» пел именно он.
8. ↑  Дирк Блюмлейн был соавтором песни «Boys» из альбома Rise and Fall[91].
9. ↑  Габриэль Хольц был соавтором всех песен из альбома Rise and Fall[91].
10. ↑  Торстен Кифер был соавтором песни «New World» из альбома Rise and Fall[91].
11. ↑  Песни Fool's Garden, в создании которых участвовал Клаус Уисслер:
  - Fool's Garden — Man In a Cage: «Man In a Cage», «Scared», «One Way Out», «Spirit Of The Disappeared», «No Flowers By Request»
  - Once in a Blue Moon: «Man In a Cage», «Scared», «One Way Out», «Spirit '91»
  - Dish of the Day: «Finally»
12. ↑  Роланд Рёль был соавтором песни «When The Moon Kisses Town» из альбома Go and Ask Peggy for the Principal Thing[140].
13. ↑  Совместно с дуэтом Morscheck & Burgmann[144].

### Фан-сайты
- Фан-клуб группы (англ.). Closer To Fools Garden Fanclub. Дата обращения: 11 ноября 2019. Архивировано 11 ноября 2019 года.
- Официальный немецкий фан-клуб группы (нем.). FoolsGardenFanclub.de. Дата обращения: 11 ноября 2019. Архивировано 15 августа 2020 года.

### Другие страницы
- Официальный сайт Fools Garden (англ.). FoolsGarden.com. Дата обращения: 11 ноября 2019. Архивировано 29 октября 2019 года.
- Официальный итальянский сайт Fools Garden (англ.). FoolsGarden.it. Дата обращения: 11 ноября 2019.
- Биография группы в архиве Munzinger (нем.). Munzinger (19 августа 2014). Дата обращения: 11 ноября 2019. Архивировано 16 ноября 2020 года.
- Агентство Роланда Рёля и Томаса Мангольда (нем.). Rotomedia.de. Дата обращения: 11 ноября 2019. Архивировано 11 ноября 2019 года.
- Студия Hinkelstone Productions (англ.). Hinkelstone. Дата обращения: 11 ноября 2019. Архивировано 13 сентября 2019 года.
- Профиль Fools Garden на Spotify (англ.). Spotify. Дата обращения: 11 ноября 2019. Архивировано 11 ноября 2019 года.
- Профиль Fools Garden на SoundCloud (англ.). SoundCloud. Дата обращения: 11 ноября 2019. Архивировано 17 ноября 2021 года.
- Сайт собственного лейбла Lemonade Music (нем.). Lemonade Music. Дата обращения: 11 ноября 2019. Архивировано 11 ноября 2019 года.